# Mannaask
Mannaask (Fraxinus ornus), ofte skrevet manna-ask, er et lille træ med en lige gennemløbende stamme og en åben, rund krone. 

## Beskrivelse
Barken er først brunoliven og glat, senere grå og til sidst opsprækkende i flade furer. De modsatte knopper er gråbrune og kegleformede. Bladene er uligefinnede med 7 småblade. Småbladene er aflangt ægformede med svagt takket rand. Både over- og underside er lysegrønne og glatte. Blomsterne er samlet i overhængende toppe. De er uregelmæssige med smalle, flødehvide kronblade. Der kan af og til mærkes en let duft ved blomsterne. Frugterne ligner den almindelige asks vingede nødder, og de spirer udmærket.
De fleste planter, der sælges her i landet, er podet på grundstammer af almindelig ask, hvis rodnet træerne så overtager. De kloner, der er i handlen, blomstrer ikke lige kønt.
Højde x bredde og årlig tilvækst: 10 x 5 m (20 x 15 cm/år), hvilket dog næppe gælder for de podede planter, som ofte når samme bredde, men bestemt ikke samme højde. 

## Hjemsted
Mannaask gror i blandede løvskove på tør, kalkrig bund i det sydøstlige Europa, Lilleasien og Kaukasus. Bigarvandfaldet (Izvorul Bigăr) er et naturreservat i det sydvestlige Rumænien. Tæt ved Bigăr-kilden og vandfaldet findes en tæt skov domineret af bøg. Langs bredderne af vandløbet er denne skov sammensat af varmeelskende arter, og her findes arten sammen med bl.a. ahorn, bøg, almindelig engelsød, hasselurt, almindelig hyld, almindelig mangeløv, almindelig parykbusk, almindelig syren, vedbend, dansk arum, dunet steffensurt, glat skjoldbregne, hjortetunge, hvid anemone, judaspenge, liden rustbregne, orientalsk avnbøg, rundfinnet radeløv, skovhullæbe, skovmærke, småbladet lind, tandrod, tungeblad og vårfladbælg, 

## Note
1. ↑  Alma L. Nicolin og Ilinca M. Imbrea: Aspects of the Flora and Vegetation of the Izvorul Bigăr Nature Reserve (Sounth-Western Romania) Arkiveret 4. marts 2016 hos  Wayback Machine – grundig gennemgang af stedets vegetation (engelsk)

| Portal | Portal:Botanik |